# クリスチャン・アルバース
クリスチャン・アルバース （Christijan Albers, 1979年4月16日 - ）は、オランダ・アイントホーフェン出身のレーシングドライバー。2014年7月2日から、ケータハムF1チーム代表。
父親のアンドレ・アルバースはラリークロスレースで活躍した人物で、1979年のオランダ国際ラリークロス選手権（GT部門）においてチャンピオンとなっている。

## 経歴

### 初期の経歴
1997年にカートレーシングのオランダ国内選手権タイトルを獲得。同年にフォーミュラ・フォード（1800cc）においても、オランダ選手権、ベルギー選手権を同時に制覇したほか、ザントフォールトサーキットにおいてマールボロ・マスターズF3レースと併催されたルノー・メガーヌ・マールボロ・マスターズにも参加した。
1998年にはドイツF3選手権にステップアップし、初年度から2勝を含む表彰台5回を奪う活躍を見せ年間ランキング5位に着け、翌年は6勝、10ポールポジションを挙げてチャンピオンに輝いた。
2000年に国際F3000へと進み、当時ポール・ストッダートがオーナーを務めており、F1のアロウズチームのジュニアチームでもあったヨーロピアン・アロウズチームから参戦した。この年は得点することすら叶わず、これはチームメイトだったマーク・ウェバーが新人ながら一時的に選手権をリードし最終的に年間ランキング3位という結果を収めたのに対して大きく見劣りする形となった。しかしながら、この縁から翌年以降、ストッダートが買収したミナルディF1チームのテストドライバーとしてしばしばそのステアリングを握ることとなる。

### DTM
2001年からはしばしフォーミュラレースを離れ、ドイツツーリングカー選手権(DTM)に参戦。プライベートチームからの参戦ながら初年度で予選3番手、決勝でも2位を記録するなどしばしば好走を見せ、AMGメルセデスワークスチームのドライバーであるウヴェ・アルツェンが去ったことを受けて、2003年からはその後任としてAMGワークスチームのドライバーとなった。
AMG|
これを契機に一躍トップ争いに名を連ねるようになり、2003年にはチームメイトのベルント・シュナイダーとチャンピオン争いを展開し、最終戦までもつれた結果、ランキング2位に食い込んだ。チャンピオンこそ逃したものの、この年はDTM初優勝を遂げ、最終的にこのシーズンにおいて最多となる4勝を挙げた。2004年もしばしば選手権ランキングトップとなり、1勝を含め6度の表彰台を記録し、年間ランキングは3位に食い込む活躍を見せた。

### F1

#### ミナルディ

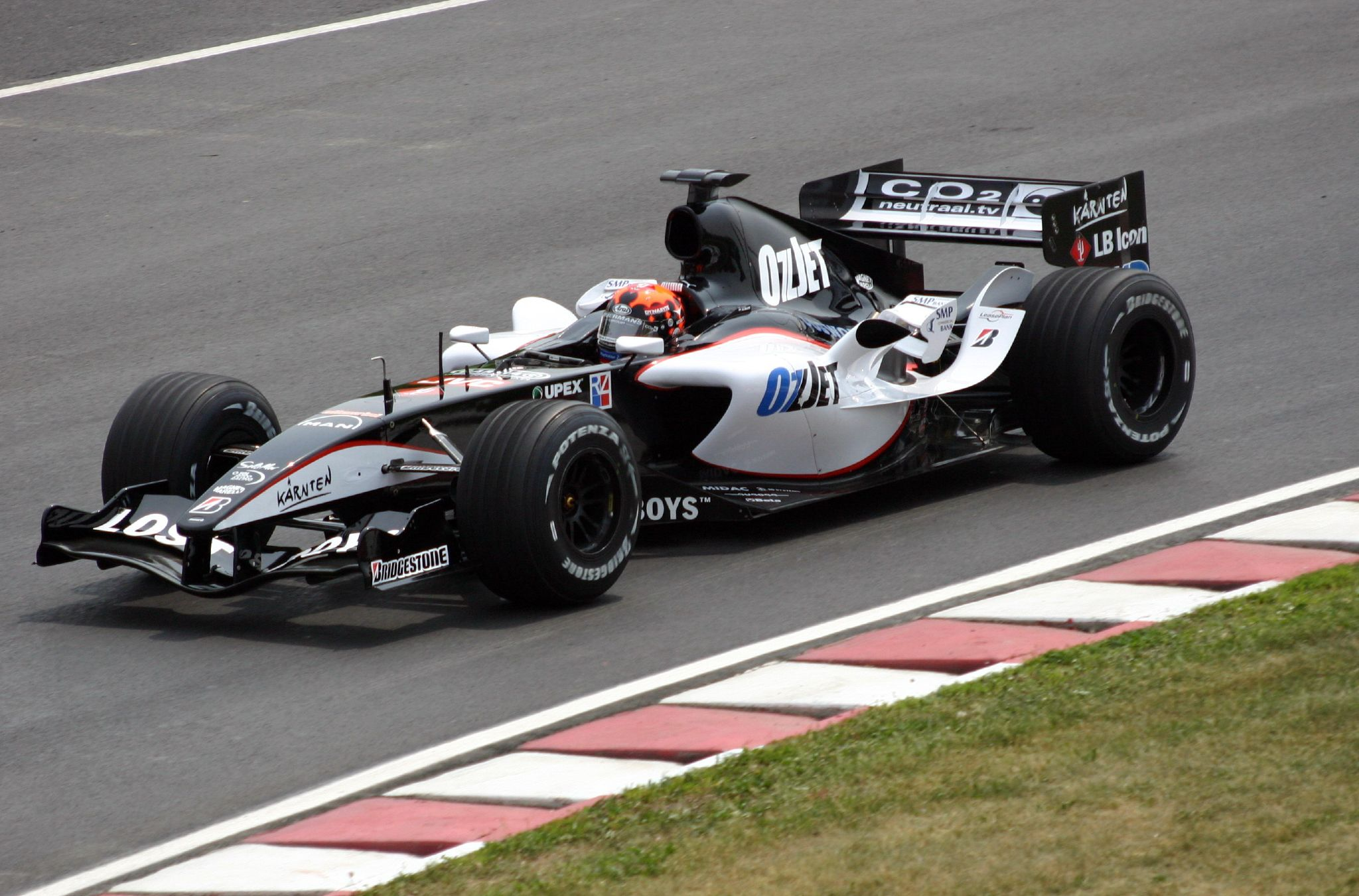
2005年カナダGP

フォーミュラカーから離れていた2001年以降も、DTMでの活躍の一方で、ジョーダンやミナルディで度々F1のテストドライブを経験し、2004年12月には、F3000時代のストッダードとの関係や、母国オランダのトラスト社等からの支援を受け、2005年のミナルディのレギュラーシートを獲得した。なお、アルバースはこの年のミナルディに与えられるカーナンバー「20」と「21」のうち、初めは20の予定だったが21に変更してもらったとされている。理由は奇数のカーナンバーを望んでおり、なぜ奇数かというと、「チャンピオンは常に奇数のカーナンバーをつけるだろ？」という事らしい。

最下位チームであることもあって見せ場には乏しかったが、ミシュランタイヤを装着する全チームが棄権したアメリカGPでは、この年ブリヂストンユーザーだったミナルディに在籍していた漁夫の利もあって5位に入賞し、F1における初ポイントを獲得した。

#### MF1レーシング

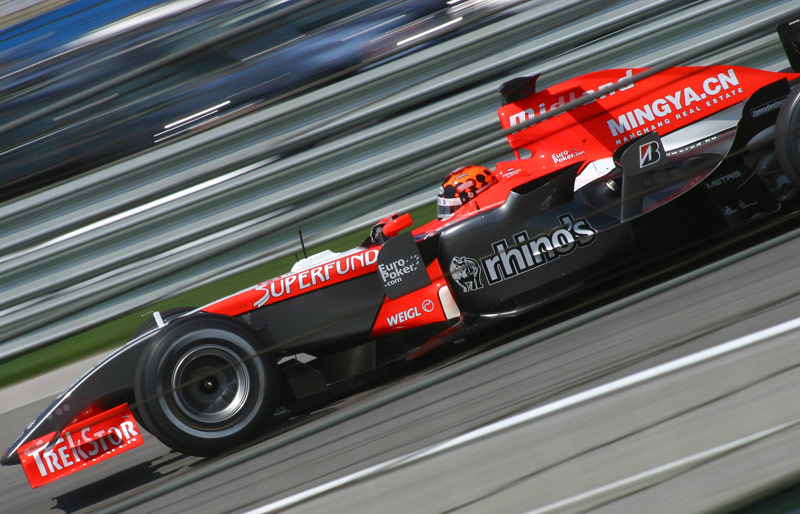
2006年アメリカGP

2005年11月1日、レッドブル社によってミナルディが買収され、トロ・ロッソチームとなることが発表されたが、それに先立つ10月31日、アルバースはミッドランド社がジョーダンを買収して創設したMF1レーシングへ移籍し2006年シーズンに参戦することを発表した。
ジョーダン時代となる前年からチームに在籍し、デビュー年ながら高い完走率で注目されたティアゴ・モンテイロをシーズン序盤からリードし、以後は主にスーパーアグリの佐藤琢磨と激しく争うこととなる。
第4戦サンマリノGPではスタート直後にスーパーアグリの井出有治に追突され、自らのマシンは横転してクラッシュしリタイアとなった。この事故を引き金に井出はF1で走る水準に達していないとみなされ、ニキ・ラウダはじめベテランドライバーらから苦言を呈されたこともあって、後にスーパーライセンスを失ったが、当事者であるアルバースはFIAによるこの裁定について「周囲はいろいろと言っているようだが、（彼への）個人攻撃はやりたくない。これは事故だから」と駆け出しの井出を擁護した。

#### スパイカーF1
MF1レーシングがオランダの自動車メーカーであるスパイカー・カーズ社に買収されスパイカーF1チームとなる中、アルバースは2007年シーズンに向けエースドライバーとして残留することに成功する。スパイカー社の大株主であるミッシェル・モルは元々Lost Boysなどの名義でアルバースを支援しており、チームとしてはアルバースのパーソナルスポンサーであるトラスト社の支援も見込め、加えて、オランダ国籍となることを大きなセールスポイントとするスパイカーとしてはオランダ人ドライバーの起用は望ましいことでもあることから、この人事は至極当然とみなされていた。
しかし、個人スポンサーによるチームへの支払い滞納、チームメイトであるエイドリアン・スーティルと比較しても結果が劣る状況が続く。そしてフランスGPで給油ホースを引きちぎってピットロードを激走するという一歩間違えば大惨事ともなる大失態を演じ、イギリスGP後の7月10日、チームは公式に「今後このチームでレースすることはない」と正式解雇を発表した。その後は再びDTMに参戦している。2009年からはル・マン24時間レースにも出場した(2010年まで)。

## エピソード
アルバースがF1で走った3年間は、いずれのシーズンもアルバースがシーズンリタイア第1号となるという不名誉な記録を持っている。

## レース戦績

### ドイツ・フォーミュラ3選手権
| 年     | チーム                                 | エンジン | 1         | 2         | 3       | 4        | 5        | 6        | 7     | 8       | 9        | 10       | 11      | 12      | 13      | 14       | 15      | 16      | 17      | 18      | 19      | 20       | DC  | ポイント |
| ------ | -------------------------------------- | -------- | --------- | --------- | ------- | -------- | -------- | -------- | ----- | ------- | -------- | -------- | ------- | ------- | ------- | -------- | ------- | ------- | ------- | ------- | ------- | -------- | --- | -------- |
| 1998年 | ファン・アメルスフォールト・レーシング | オペル   | HOC 1 3   | HOC 2 Ret | NÜR 1 6 | NÜR 2 10 | SAC 1 13 | SAC 2 10 | NOR 1 | NOR 2 1 | LAH 1 16 | LAH 2 18 | WUN 1 9 | WUN 2 5 | ZWE 1 8 | ZWE 2 6  | SAL 1 7 | SAL 2 4 | OSC 1 2 | OSC 2 3 | NÜR 1 3 | NÜR 2 11 | 5位 | 120      |
| 1999年 | オペル・チームBSR                      | オペル   | SAC 1 Ret | SAC 2 7   | ZWE 1 7 | ZWE 2 3  | OSC 1    | OSC 2 3  | NOR 1 | NOR 2   | NÜR 1    | NÜR 2 1  | SAL 1   | SAL 2 7 | OSC 1 3 | OSC 2 EX | HOC 1   | HOC 2 5 | NÜR 1 2 | NÜR 2   |         |          | 1位 | 229      |

- 太字はポールポジション、斜字はファステストラップ。(key)

### 国際F3000選手権
| 年     | チーム                       | 1       | 2       | 3      | 4       | 5       | 6     | 7       | 8       | 9       | 10    | 順位 | ポイント |
| ------ | ---------------------------- | ------- | ------- | ------ | ------- | ------- | ----- | ------- | ------- | ------- | ----- | ---- | -------- |
| 2000年 | ヨーロピアン・アロウズ F3000 | IMO Ret | SIL Ret | CAT 12 | NÜR Ret | MON Ret | MAG 7 | A1R Ret | HOC DNQ | HUN Ret | SPA 8 | NC   | 0        |

(key)

### ドイツツーリングカー選手権
| 年     | チーム                     | 使用車両                          | 1          | 2          | 3         | 4         | 5         | 6         | 7         | 8        | 9         | 10        | 11        | 12        | 13        | 14        | 15        | 16         | 17         | 18         | 19        | 20       | 順位 | ポイント |
| ------ | -------------------------- | --------------------------------- | ---------- | ---------- | --------- | --------- | --------- | --------- | --------- | -------- | --------- | --------- | --------- | --------- | --------- | --------- | --------- | ---------- | ---------- | ---------- | --------- | -------- | ---- | -------- |
| 2001年 | パーソン・モータースポーツ | メルセデス・ベンツ・CLK-DTM       | HOC QR 13  | HOC CR 13  | NÜR QR 13 | NÜR CR 12 | OSC QR 11 | OSC CR 11 | SAC QR 16 | SAC CR 2 | NOR QR 13 | NOR CR 16 | LAU QR 12 | LAU CR 16 | NÜR QR 8  | NÜR CR 9  | A1R QR 11 | A1R CR Ret | ZAN QR 8   | ZAN CR Ret | HOC QR 14 | HOC CR 9 | 14位 | 19       |
| 2002年 | チーム・ロズベルグ         | メルセデス・ベンツ・CLK-DTM       | HOC QR Ret | HOC CR Ret | ZOL QR 13 | ZOL CR 6  | DON QR 11 | DON CR 4  | SAC QR 13 | SAC CR 8 | NOR QR 10 | NOR CR 6  | LAU QR 20 | LAU CR 14 | NÜR QR 18 | NÜR CR 17 | A1R QR 19 | A1R CR 13  | ZAN QR Ret | ZAN CR 12  | HOC QR 11 | HOC CR 9 | 12位 | 5        |
| 2003年 | HWAチーム                  | メルセデス・ベンツ・CLK-DTM       | HOC 5      | ADR 1      | NÜR 1     | LAU 7     | NOR 1     | DON 5     | NÜR 2     | A1R 3    | ZAN 1     | HOC 12    |           |           |           |           |           |            |            |            |           |          | 2位  | 64       |
| 2004年 | HWAチーム                  | メルセデス・ベンツ・C-クラス 2004 | HOC 2      | EST 1      | ADR 2     | LAU 2     | NOR 2     | NÜR 16    | OSC 12    | ZAN 3    | BRN Ret   | HOC 7     |           |           |           |           |           |            |            |            |           |          | 3位  | 50       |
| 2008年 | フューチャーコムTME        | アウディ・A4 DTM 2006             | HOC Ret    | OSC 16     | MUG 13    | LAU 14    | NOR Ret   | ZAN Ret   | NÜR 11    | BRH 14   | CAT 10    | BUG 13    | HOC Ret   |           |           |           |           |            |            |            |           |          | 17位 | 0        |

- 太字はポールポジション、斜字はファステストラップ。(key)

### F1
| 年     | 所属チーム    | #  | ランキング | 獲得ポイント | 決勝最高位・回数 | 表彰台回数 | 予選最高位・回数 |
| ------ | ------------- | -- | ---------- | ------------ | ---------------- | ---------- | ---------------- |
| 2005年 | ミナルディ    | 21 | 19位       | 4            | 5位・1回         | 0回        | 13位・1回        |
| 2006年 | MF1レーシング | 19 | 21位       | 0            | 10位・1回        | 0回        | 14位・1回        |
| 2007年 | スパイカー    | 21 | 24位       | 0            | 14位・2回        | 0回        | 20位・2回        |

| 年     | チーム        | シャシー | 1       | 2       | 3      | 4       | 5       | 6       | 7      | 8       | 9       | 10      | 11     | 12      | 13     | 14      | 15     | 16     | 17      | 18     | 19     | DC   | ポイント |
| ------ | ------------- | -------- | ------- | ------- | ------ | ------- | ------- | ------- | ------ | ------- | ------- | ------- | ------ | ------- | ------ | ------- | ------ | ------ | ------- | ------ | ------ | ---- | -------- |
| 2005年 | ミナルディ    | PS04B    | AUS Ret | MAL 13  | BHR 13 |         |         |         |        |         |         |         |        |         |        |         |        |        |         |        |        | 19位 | 4        |
| 2005年 | ミナルディ    | PS05     |         |         |        | SMR Ret | ESP Ret | MON 14  | EUR 17 | CAN 11  | USA 5   | FRA Ret | GBR 18 | GER 13  | HUN NC | TUR Ret | ITA 19 | BEL 12 | BRA 14  | JPN 16 | CHN 16 | 19位 | 4        |
| 2006年 | MF1レーシング | M16      | BHR Ret | MAL 12  | AUS 11 | SMR Ret | EUR 13  | ESP Ret | MON 12 | GBR 15  | CAN Ret | USA Ret | FRA 15 | GER DSQ | HUN 10 | TUR Ret | ITA 17 | CHN 15 | JPN Ret | BRA 14 |        | 22位 | 0        |
| 2007年 | スパイカー    | F8-VII   | AUS Ret | MAL Ret | BHR 14 | ESP 14  | MON 19  | CAN Ret | USA 15 | FRA Ret | GBR 15  | EUR     | HUN    | TUR     | ITA    | BEL     | JPN    | CHN    | BRA     |        |        | 25位 | 0        |

(key)

### ル・マン24時間レース
| 年     | チーム | コ・ドライバー                                  | 使用車両          | クラス | 周回 | 総合順位 | クラス順位 |
| ------ | ------ | ----------------------------------------------- | ----------------- | ------ | ---- | -------- | ---------- |
| 2009年 | コレス | クリスチャン・バケルー ジョルジオ・モンディーニ | アウディ・R10 TDI | LMP1   | 360  | 9位      | 9位        |
| 2010年 | コレス | クリスチャン・バケルー オリバー・ジャービス     | アウディ・R10 TDI | LMP1   | 331  | DNF      | DNF        |